# Callorhinchus
Callorhinchus és un gènere de quimeres de la família dels Callorhinchidae.

## Taxonomia
El gènere Calorhinchus inclou tres espècies:
- Callorhinchus callorynchus Linnaeus, 1758
- Callorhinchus capensis A. H. A. Duméril, 1865
- Callorhinchus milii Bory de Saint-Vincent, 1823